# José Luis Palomino
José Luis Palomino (San Miguel, 5 gennaio 1990) è un calciatore argentino, difensore del Talleres (C).

## Caratteristiche tecniche
Difensore che può giocare sia come centrale (libero o marcatore) e sia terzino sinistro, è abile nel gioco aereo e nei contrasti.

## Carriera

### Club

#### Gli inizi in Argentina e il Metz
Ha giocato nella massima serie argentina con San Lorenzo ed Argentinos Juniors, nel luglio del 2014 si è trasferito alla squadra francese del Metz, militante nella prima divisione francese. Il suo primo campionato in Europa termina con una retrocessione: nella stagione 2015-2016 gioca quindi nella seconda serie francese, sempre col Metz, scendendo in campo in ventisette delle trentotto partite di campionato, conquistando la promozione in Ligue 1.

#### Ludogorec
Nel 2016 passa al Ludogorec e a fine anno vince il suo primo campionato bulgaro, campionato nel quale segna un gol in venti presenze (due gol in ventisette presenze comprendendo anche la Poule Scudetto). Colleziona anche le sue prime presenze in Champions League ed Europa League, scendendo in campo complessivamente in dieci occasioni.

#### Atalanta
Il 29 giugno 2017 viene ufficializzato il suo acquisto da parte dell'Atalanta per circa quattro milioni di euro. L'esordio con i bergamaschi  ed in serie A avviene il 20 agosto successivo, nella partita casalinga con la Roma, persa per 1-0. Segna il suo primo gol in Italia il 10 febbraio 2018, quando realizza la rete del definitivo 1-1 sul campo del Crotone. Il 2 agosto 2018 va a segno nel successo esterno per 8-0 in casa del FK Sarajevo, gara valida per il secondo turno preliminare di ritorno di UEFA Europa League.
Il 23 novembre 2021 segna la sua prima rete in assoluto in UEFA Champions League, nella partita in casa dello Young Boys, finita 3-3.
Nell'annata 2023-2024, in cui gioca solo 6 partite ufficiali, assiste alla vittoria dell'Europa League da parte degli orobici, arrivata in seguito al successo in finale sul Bayer Leverkusen, che ha rappresentato il primo trofeo europeo nella storia del club.

#### Cagliari
Il 13 agosto 2024, viene acquistato dal Cagliari, sempre in Serie A. Esordisce con i sardi il 26 agosto seguente, nella partita contro il Como, subentrando nella ripresa a Yerry Mina. Il 20 ottobre, invece, segna la sua prima rete con i sardi, firmando il momentaneo 2-2 nel successo per 3-2 sul Torino. Il 26 giugno 2025, il presidente del Cagliari, Tommaso Giulini, ha annunciato che Palomino avrebbe lasciato il club al termine dell'annata, alla scadenza naturale del proprio contratto.

### Nazionale
Il 17 maggio 2021 riceve la sua prima convocazione da parte della nazionale maggiore argentina.

## Controversie
Il 26 luglio 2022, è risultato positivo al clostebol durante un test antidoping, venendo quindi sospeso dalla squadra bergamasca. Il 7 novembre seguente, è stato assolto dall'accusa dal Tribunale Nazionale Antidoping e, conseguentemente, reintegrato in squadra.

## Statistiche

### Presenze nei club
Statistiche aggiornate al 26 giugno 2025.
| Stagione           | Squadra            | Campionato         | Campionato | Campionato | Coppe nazionali | Coppe nazionali | Coppe nazionali | Coppe continentali | Coppe continentali | Coppe continentali | Altre coppe | Altre coppe | Altre coppe | Totale | Totale |
| Stagione           | Squadra            | Comp               | Pres       | Reti       | Comp            | Pres            | Reti            | Comp               | Pres               | Reti               | Comp        | Pres        | Reti        | Pres   | Reti   |
| ------------------ | ------------------ | ------------------ | ---------- | ---------- | --------------- | --------------- | --------------- | ------------------ | ------------------ | ------------------ | ----------- | ----------- | ----------- | ------ | ------ |
| 2009-2010          | San Lorenzo        | PD                 | 5          | 0          | -               | -               | -               | CS                 | 0                  | 0                  | -           | -           | -           | 5      | 0      |
| 2010-2011          | San Lorenzo        | PD                 | 11         | 0          | -               | -               | -               | -                  | -                  | -                  | -           | -           | -           | 11     | 0      |
| 2011-2012          | San Lorenzo        | PD                 | 25         | 0          | CA              | 3               | 1               | -                  | -                  | -                  | -           | -           | -           | 28     | 1      |
| 2012-2013          | San Lorenzo        | PD                 | 3          | 0          | CA              | 0               | 0               | -                  | -                  | -                  | -           | -           | -           | 3      | 0      |
| Totale San Lorenzo | Totale San Lorenzo | Totale San Lorenzo | 44         | 0          |                 | 3               | 1               |                    | -                  | -                  |             | -           | -           | 47     | 1      |
| 2013-2014          | Argentinos Juniors | PD                 | 18         | 0          | CA              | 0               | 0               | -                  | -                  | -                  | -           | -           | -           | 18     | 0      |
| 2014-2015          | Metz               | L1                 | 24         | 1          | CF+CdL          | 2+2             | 0+1             | -                  | -                  | -                  | -           | -           | -           | 28     | 2      |
| 2015-2016          | Metz               | L2                 | 27         | 2          | CF+CdL          | 1+2             | 0               | -                  | -                  | -                  | -           | -           | -           | 30     | 2      |
| Totale Metz        | Totale Metz        | Totale Metz        | 51         | 3          |                 | 7               | 1               |                    | -                  | -                  |             | -           | -           | 58     | 4      |
| 2016-2017          | Ludogorec          | A-PFG              | 20+7       | 1+1        | CB              | 3               | 0               | UCL+UEL            | 8+2                | 0                  | -           | -           | -           | 40     | 2      |
| 2017-2018          | Atalanta           | A                  | 26         | 1          | CI              | 2               | 0               | UEL                | 7                  | 0                  | -           | -           | -           | 35     | 1      |
| 2018-2019          | Atalanta           | A                  | 30         | 1          | CI              | 5               | 0               | UEL                | 4                  | 1                  | -           | -           | -           | 39     | 2      |
| 2019-2020          | Atalanta           | A                  | 30         | 2          | CI              | 1               | 0               | UCL                | 7                  | 0                  | -           | -           | -           | 38     | 2      |
| 2020-2021          | Atalanta           | A                  | 36         | 1          | CI              | 4               | 0               | UCL                | 6                  | 0                  | -           | -           | -           | 46     | 1      |
| 2021-2022          | Atalanta           | A                  | 34         | 1          | CI              | 2               | 0               | UCL+UEL            | 5+4                | 1+0                | -           | -           | -           | 45     | 2      |
| 2022-2023          | Atalanta           | A                  | 15         | 1          | CI              | 1               | 0               | -                  | -                  | -                  | -           | -           | -           | 16     | 1      |
| 2023-2024          | Atalanta           | A                  | 4          | 0          | CI              | 1               | 0               | UEL                | 1                  | 0                  | -           | -           | -           | 6      | 0      |
| Totale Atalanta    | Totale Atalanta    | Totale Atalanta    | 175        | 7          |                 | 16              | 0               |                    | 34                 | 2                  |             | -           | -           | 225    | 9      |
| 2024-2025          | Cagliari           | A                  | 18         | 1          | CI              | 2               | 0               | -                  | -                  | -                  | -           | -           | -           | 20     | 1      |
| lug.-dic. 2025     | Talleres (C)       | PD                 | -          | -          | CA              | -               | -               | -                  | -                  | -                  | -           | -           | -           | -      | -      |
| Totale carriera    | Totale carriera    | Totale carriera    | 332        | 13         |                 | 29              | 2               |                    | 44                 | 2                  |             | -           | -           | 387    | 17     |

## Palmarès

### Club

#### Competizioni nazionali
- Campionato bulgaro: 1

Ludogorec: 2016-2017

#### Competizioni internazionali
- UEFA Europa League: 1

Atalanta: 2023-2024